# Co’n’dorn
Co'n'dorn — дебютний студійний альбом співака Івана Дорна. Диск було випущено 25 травня 2012 року лейблом Moon Records в Україні і лейблом IKON в Росії.
Запис проходив протягом 2010—2012 років у співпраці з українським продюсером і аранжувальником Романом Мясніковим.
Записаний в жанрах поп-музики, соулу і фанку, альбом включає жанри: неосоул, хіп-хоп, ритм-енд-блюз, хауз, електропоп, диско, реп і дабстеп.

## Список композицій
| Диск 1 | Диск 1                                               | Диск 1                                                                     | Диск 1     |
| #      | Назва                                                | Автор                                                                      | Тривалість |
| ------ | ---------------------------------------------------- | -------------------------------------------------------------------------- | ---------- |
| 1.     | «Оуе пахатам»                                        | Іван Дорн, Роман Мясніков                                                  | 1:24       |
| 2.     | «Бигуди»                                             | Олексій Коліоглу, Іван Дорн                                                | 4:52       |
| 3.     | «Тем более»                                          | Kenneth Gamble, LEON HUFF, Євгеній Яременко, Владислав Курочкін, Іван Дорн | 2:46       |
| 4.     | «Ненавижу»                                           | Євгеній Яременко , Іван Дорн,Роман Мясніков                                | 3:40       |
| 5.     | «Школьное окно»                                      | Іван Дорн,Роман Мясніков                                                   | 3:28       |
| 6.     | «Северное сияние» (скрытый трек «Тик-так»)           | Іван Дорн,Роман Мясніков                                                   | 4:48       |
| 7.     | «Так сильно»                                         | Kenneth Gamble, LEON HUFF, Євгеній Яременко , Іван Дорн                    | 3:58       |
| 8.     | «Кричу»                                              | Іван Дорн                                                                  | 2:46       |
| 9.     | «Стыцамэн»                                           | Іван Дорн                                                                  | 3:53       |
| 10.    | «Синими, жёлтыми, красными» (by Apollo Monkeys)      | Алекс Боєв, Артур Полховський                                              | 3:33       |
| 11.    | «Идолом»                                             | Іван Дорн,Роман Мясніков                                                   | 3:43       |
| 12.    | «???» (скрытые треки «Уезжать» и «Полный»)           | Іван Дорн,Роман Мясніков                                                   | 8:04       |
| 13.    | «Город»                                              | Іван Дорн,Роман Мясніков                                                   | 3:41       |
| 14.    | «Стайлооо» (демозапись из студии)                    | Іван Дорн,Роман Мясніков                                                   | 1:41       |
| 15.    | «Стыцамикс»                                          | Іван Дорн,Роман Мясніков                                                   | 4:00       |
| 16.    | «Стыцамэн» (Skyoffice remix by [Alexander Panayotov) | Іван Дорн                                                                  | 5:08       |